# Takata Corporation
Takata Corporation (タカタ株式会社?, Takata Kabushiki-gaisha) era un costruttore di componentistica per automotive con sede in Giappone.
La società aveva stabilimenti in Europa con la sede europea in Germania, dove vi erano anche nove stabilimenti. Nel 2013 una serie di incidenti con gravi danni alle persone causati dagli airbag costringe Takata a richiamare 3,6 milioni di automobili. Altri difetti hanno fatto sì che la National Highway Traffic Safety Administration (NHTSA) richiamasse oltre 42 milioni di automobili dal mercato americano; il richiamo più grande della storia USA. Nel giugno 2017, Takata entra in procedura di bancarotta.

## Storia

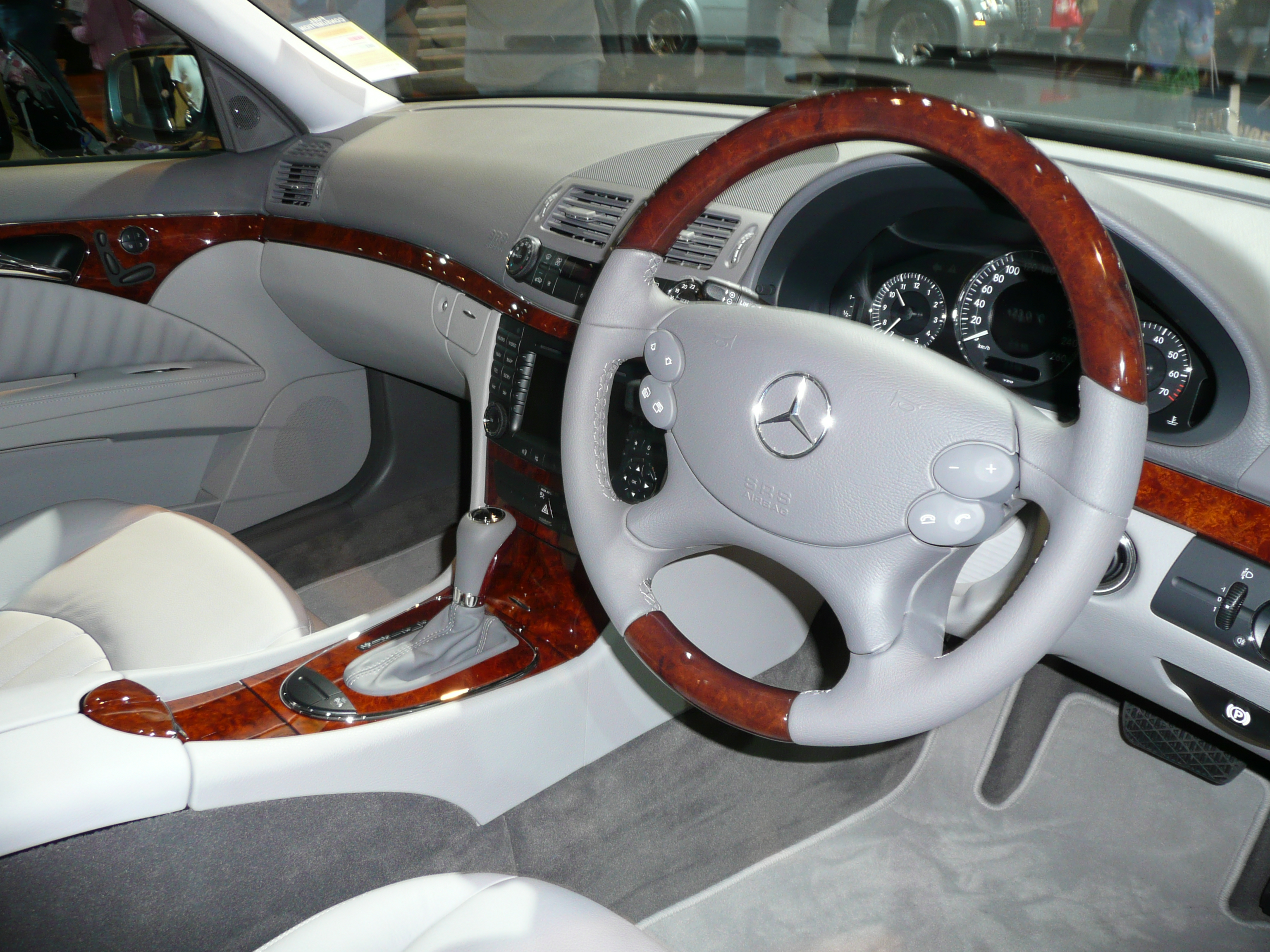
Volante Takata in una Mercedes-Benz Classe E

Takata venne fondata nel 1933 a Shiga in Giappone da Takezo Takada per la produzione di linee statiche per paracadutismo militare. Negli anni '50 iniziò la produzione di cinture di sicurezza. Negli anni '60 venne inaugurato il primo impianto crash test del mondo.
Nel 2000 Takata Corporation acquisisce la tedesca Petri AG, creando la Takata-Petri, poi Takata AG nel 2012. Takata AG fabbrica anche volanti e parti in plastica anche per altri mercati non solo automotive.

### Bancarotta
Il 25 giugno 2017, Takata entra in bancarotta negli USA con una perdita netta di oltre 700 milioni di dollari, mentre il debito a livello globale, compreso dei costi dei produttori auto arriva a 8,03 miliardi di euro. La società viene ceduta alla Key Safety Systems per 1,6 miliardi di US$.

### Incidenti e morti per Airbag
I primi casi di malfunzionamento risalgono al 2008, quando l'ente statunitense NHTSA avvia un'indagine in seguito a specifiche denunce, ma solo nel 2014 la statunitense NHTSA cita la Takata per richiamare gli airbag frontali dopo cinque incidenti mortali (4 in USA, 1 in Malaysia) causati da accidentali scoppi di airbag. La causa principale dei guasti agli airbag è da ritenersi nell'uso del nitrato d'ammonio al posto del tetrazolo, essendo più economico. Questa molecola risulta nel tempo più instabile alle variazioni di temperatura, causando esplosioni accidentali senza innesco voluto, tale innesco potrebbe far gonfiare l'airbag con una forza tale che parti dell'unità airbag potrebbero frantumarsi, facendo schizzare frammenti metallici all'interno dell'abitacolo, tale circostanza i frammenti metallici potrebbero provocare gravi lesioni.
Nel 2015 avviene il richiamo più grande della storia USA di autoveicoli con 34 milioni di richiami.
A metà gennaio 2017 la società Takata e gli organi federali USA raggiungono un accordo con oltre 940 milioni di Euro di risarcimento. Rimangono aperte le posizioni penali di dirigenti.

### Richiami da parte dei costruttori auto
I richiami da parte dei costruttori in molti casi sono stati distribuiti progressivamente nel tempo e in corso fino al 2024, con liste di richiamo in continuo aggiornamento, la situazione ha portato anche ad una difficoltà nella sostituzione dei dispositivi incolpati, costringendo i possessori del mezzo a non poter utilizzare il mezzo di trasporto.

## Prodotti
- Volanti
- Airbag frontali e laterali con generatore di gas (20% del mercato mondiale al 2014[23])
- Cinture di sicurezza
- Elettronica/sensori per automotive
- Particolari in plastica per automotive
- Seggiolini
- Servizi ingegneristici automotive